# Samuel von Giffing
Samuel von Giffing (auch: Giefing, * 1760 in Güns; † 18. Oktober 1813 bei Leipzig) war österreichischer Generalmajor.
Im Alter von 18 Jahre trat er als Gemeiner zu den damaligen Stabsdragonern. Er wurde von dort 1779 in das Chevauxlegers-Regiment Graf Kinsky versetzt. Nach 9-jähriger Dienstzeit wurde er dort Adjutant im Regiment. Während der Koalitionskriege konnte er sich bei Andelfingen auszeichnen. Er stieg weiter auf und wurde 1801 Major im Infanterie-Regiment Nr. 35. im Jahr 1805 kam er als Oberstleutnant neu errichteten Stabsinfanterie zu der Armee in Italien. Im November 1807 kam er dann als Oberst in das Infanterie-Regiment Nr. 56. Im Fünften Koalitionskrieg kämpfte er 1809 bei Hanau, Eckmühl und Linz. Am Ende des Jahres wurde er am 31. August 1809 zum Generalmajor befördert und wegen seiner vielen Wunden pensioniert.
Noch vor dem Beginn der Befreiungskriege wurde er am 1. Mai 1812 reaktiviert und zum Brigadekommandeur ernannt. Er kam zur Division des FML Lederer im 2. Armeecorps. Er nahm mit der Brigade an den Gefechten bei Kninitz und Arbesan (17. September) teil. Giffing fiel am 18. Oktober 1813 in der Schlacht bei Leipzig als einziger Österreicher im Generalsrang.